# Catedral de la Asunción (Zalău)
La Catedral de la Asunción o simplemente Catedral de Zalău (en rumano: Catedrala Adormirea Maicii Domnului) Es una iglesia en Zalău, Rumania, construida por la comunidad greco-católica rumana entre 1930 y 1934.
La inauguración tuvo lugar el 13 de julio de 1930. La catedral de la Asunción fue dedicada el 9 de septiembre de 1934 por el obispo de la diócesis católica griega de Oradea Mare Valeriu Traian Frenţiu. La catedral fue construida por la compañía de Ratz y de Attl de Cluj. El párroco fue Traian Trufaşiu.  Desde su construcción, la catedral ha sido un destino de peregrinación en la fiesta de la Asunción de María (15 de agosto). 
La catedral es actualmente disputada por las comunidades greco católica rumana y la iglesia ortodoxa de Rumania.